# The Silent Picture Book
The Silent Picture Book è il quarantesimo album in studio del chitarrista statunitense Buckethead, pubblicato il 20 settembre 2012 dalla Hatboxghost Music.

## Descrizione
Decimo disco appartenente alla serie "Buckethead Pikes", The Silent Picture Book è stato pubblicato in contemporanea con Racks e March of the Slunks.
Contiene nove tracce, tra cui il brano Melting Man Part 2, continuazione di Melting Man, presente nel trentasettesimo album The Shores of Molokai.

## Tracce
Musiche di Buckethead e Dan Monti.
1. Dweller by the Dark Stream – 2:44
2. Blind Cyclops – 4:09
3. Flea Market – 3:29
4. Three Steps – 2:52
5. Beam of Omega – 3:03
6. Whirlibird – 3:01
7. Ropelight – 2:45
8. Flashes – 1:06
9. Melting Man Part 2 – 6:38

## Formazione
- Buckethead – nunchucks
- Dan Monti – programmazione, produzione, missaggio[1]
- Albert – produzione
- Jim Monti – ingegneria del suono aggiuntiva